# Князер, Исраэль
Исраэль Князер (1 апреля 1894 — 4 мая 1958, Хайфа) — израильский шахматист.
В составе сборной Израиля участник 11-й Олимпиады (1954) в Амстердаме.
Княжер
В подмандтной Палестине с 20 годов 20века
В 1940 поделил первое место в чемпионате подмантатной Палестины с Йосефом Поратом..
.
В 1939 и 1940 был победителем чемпионтов Тель Авива (уровень близкий к чемпионтам подмандатной Палестины того времени )
В середине 50х играал на 2-3 доске клуба Ласкер Тель Авив ( тогда команда постояный чемпион Израиля)

## Спортивные результаты
| Год  | Город     | Соревнование                     | + | − | = | Результат | Место |
| ---- | --------- | -------------------------------- | - | - | - | --------- | ----- |
| 1945 | Тель-Авив | Чемпионат подмандатной Палестины | 6 | 5 | 2 | 7 из 13   | 5—7   |
| 1954 | Амстердам | 11-я олимпиада                   | 0 | 1 | 8 | 4 из 9    |       |